# Pentonville
Pentonville – dzielnica Londynu położona na północnym obrzeżu centrum, na terenie gminy Islington. Ma mieszany charakter mieszkalno-biurowo-handlowy. 
Granice dzielnicy nie są ściśle zdefiniowane. Obejmuje ona obszar wzdłuż oraz na północ od ulicy Pentonville Road, głównej arterii komunikacyjnej biegnącej wzdłuż osi wschód–zachód. Pentonville położone jest na północ od Clerkenwell, na wschód od King’s Cross, na południe od Barnsbury, na południowy zachód od Islington, a na zachód od Angel.
Więzienie Pentonville, którego nazwa pochodzi od dzielnicy, położone jest na północ od niej, w odległości około 1 kilometra, w Barnsbury.

## Historia
Pentonville zostało rozplanowane w 1773 roku na ziemiach należących do Henry’ego Pentona, a jego budowa trwała do końca lat 40. XIX wieku. Było to jedno z pierwszych przedmieść mieszkalnych Londynu zaprojektowanych od podstaw. Według wstępnego projektu zajmowało obszar 134 akrów (ok. 54 hektarów), rozciągający się wzdłuż Pentonville Road na długości około 1200 m. Okoliczny obszar był uprzednio niezabudowany, znajdowały się tu uczęszczane przez londyńczyków tereny rekreacyjne. Nazwa Pentonville, po raz pierwszy odnotowana około 1787 roku, jest jedną z nielicznych na terenie Anglii wykorzystujących francuski przyrostek -ville, oznaczający „miasto”.
Pentonville miało początkowo charakter wybitnie mieszkalny, cieszyło się popularnością wśród klasy średniej. W połowie XIX wieku coraz liczniej otwierane były tu sklepy, warsztaty rzemieślnicze i zakłady usługowe. Wraz z zabudową okolicznych terenów (m.in. dworzec kolejowy King’s Cross na zachodzie, zakłady przemysłowe w Clerkenwell na południu) Pentonville utraciło swój pierwotny, spokojny charakter i przeobraziło się w dzielnicę robotniczą. Od przełomu XIX i XX wieku było enklawą biedy (slumsy).
W okresie międzywojennym rozpoczęto działania na rzecz rewitalizacji dzielnicy, zintensyfikowane w drugiej połowie XX wieku. W okresie tym wzniesione zostały socjalne osiedla mieszkaniowe.
Pierwotna zabudowa dzielnicy – w postaci trójkondygnacyjnych domów szeregowych z końca XVIII i pierwszej połowy XIX wieku – przetrwała w nielicznych miejscach, m.in. przy Chapel Market, Penton Street i Northdown Street. Kościół parafialny św. Jakuba z 1787 roku został zburzony w 1984 roku; w jego miejscu wzniesiono budynek biurowy z repliką fasady dawnego kościoła.

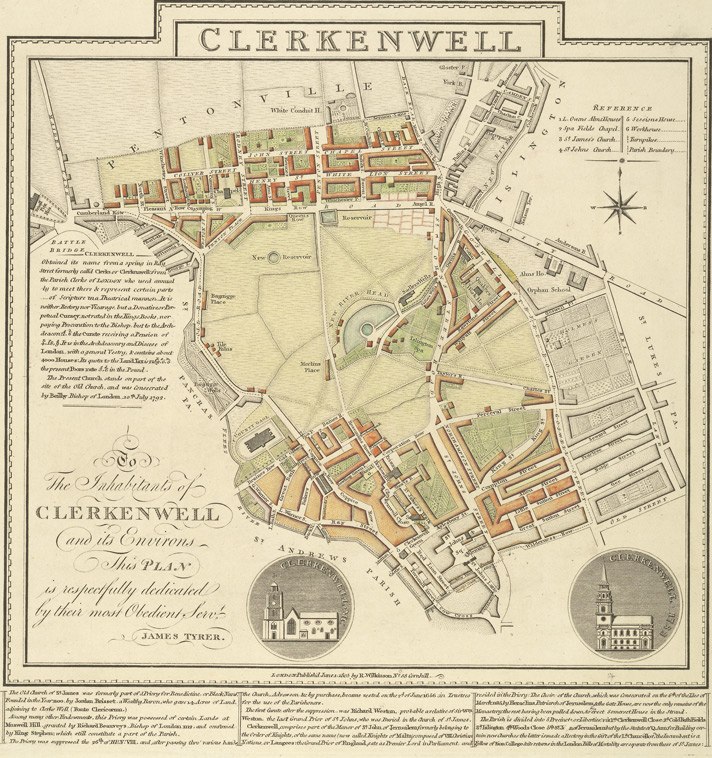
Mapa parafii Clerkenwell z 1805 roku; nowo powstałe Pentonville widoczne w górnej (północnej) części mapy
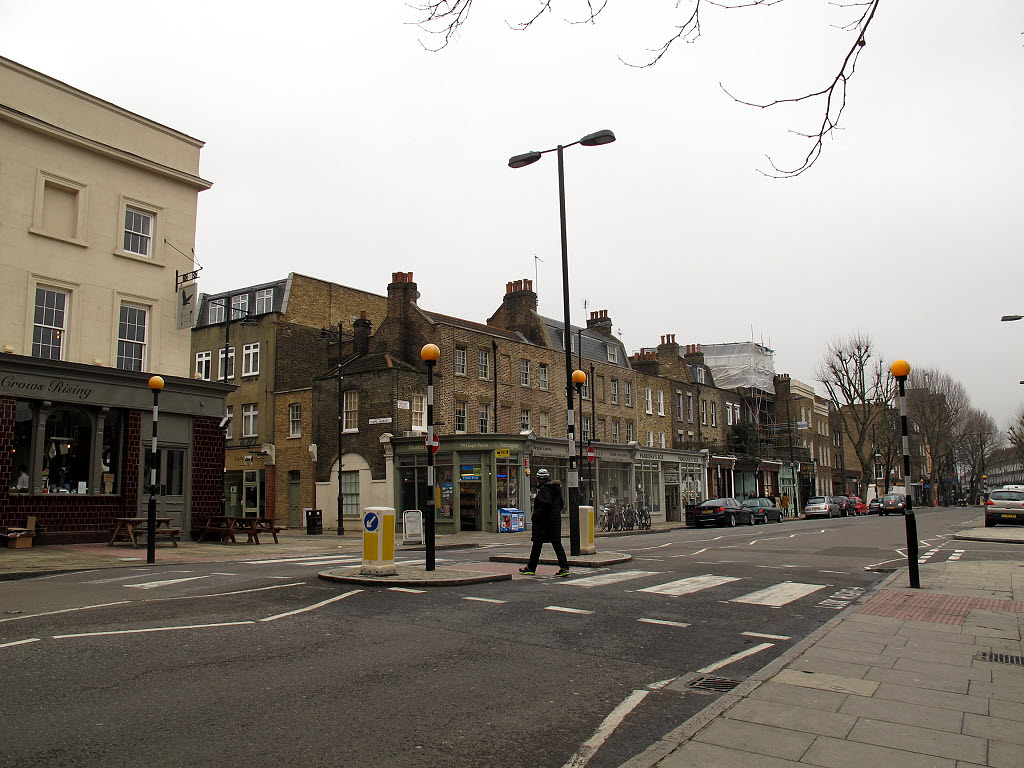
Domy mieszkalne z XVIII wieku przy Penton Street
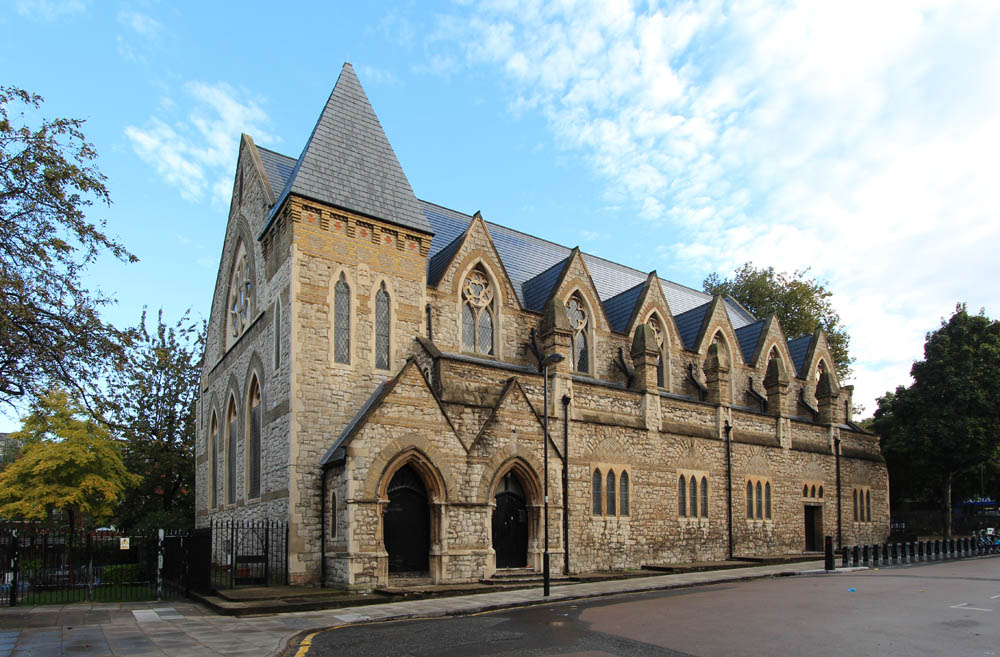
Kościół św. Sylwana
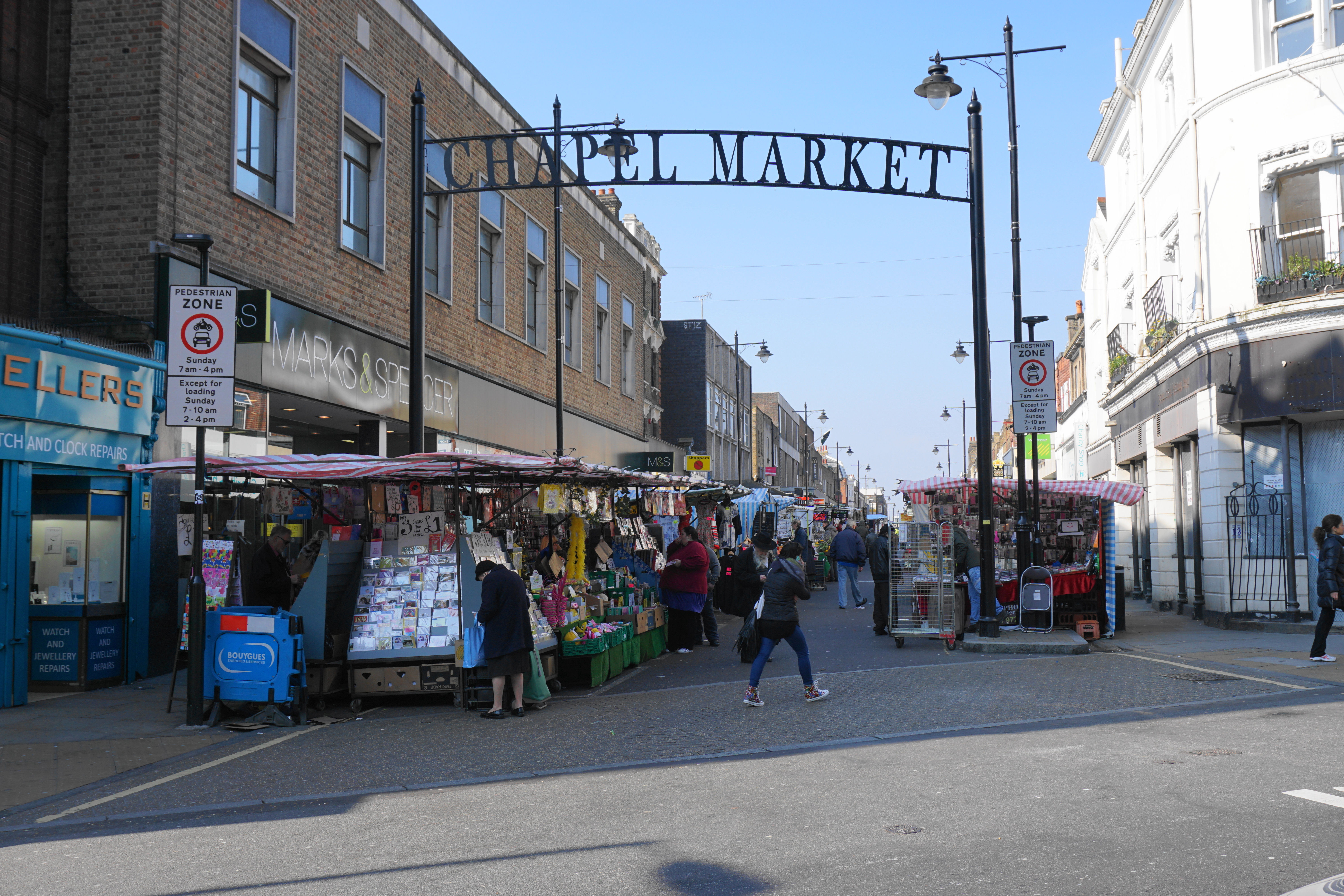
Targ uliczny Chapel Market(inne języki)